# 千厩酒のくら交流施設
千厩酒のくら交流施設（せんまやさけのくらこうりゅうしせつ）は、岩手県一関市千厩町に所在する交流施設である。

## 概要
1901年（明治34年）に佐藤家主屋、1902年（明治35年）に酒造蔵が建てられた。1912年（大正元年）に摺沢村の佐藤秀蔵の三男・秀平が分家後に同地に居住し、既存酒造店の土地建物を基に横屋酒造を開業した。秀平は贅を尽くし、西洋館、文庫蔵、酒造蔵を昭和初期までに完成させている。2005年（平成17年）4月1日、現在の施設として開館した。
横屋酒造は「玉の春」の銘柄で醸造していたが、2005年（平成17年）6月に破産手続きを申立て、酒造事業と銘柄は奥州市の岩手銘醸が引継ぎ、玉の春・千厩営業所として入居。
2011年（平成23年）に陸前高田市の酔仙酒造が東日本大震災による津波で本社工場が流失したため、酒蔵を借り受け操業を再開した。

## 建築
以下の建物が国の登録有形文化財となっている。
- 佐藤家住宅
  - 主屋、西洋館、旧車庫、新蔵、文庫蔵、味噌蔵、浴室手洗い場、小蔵、正門及び石塀、庭門及び石塀、原田門
- 横屋酒造
  - 造り蔵、正面蔵、東蔵、釜場、麹室、タンク置場、蔵人炊事場、ビン詰工場、枯し場

以下の建造物は東日本大震災被災につき、登録有形文化財としての登録を抹消された。
- 佐藤家住宅 呑切り場（2015年4月16日付け抹消）[4]
- 横屋酒造 物置（2012年12月13日付け抹消）[5]
- 横屋酒造 精米所、旧精米所、通用門及び石塀（2015年4月16日付け抹消）[4]

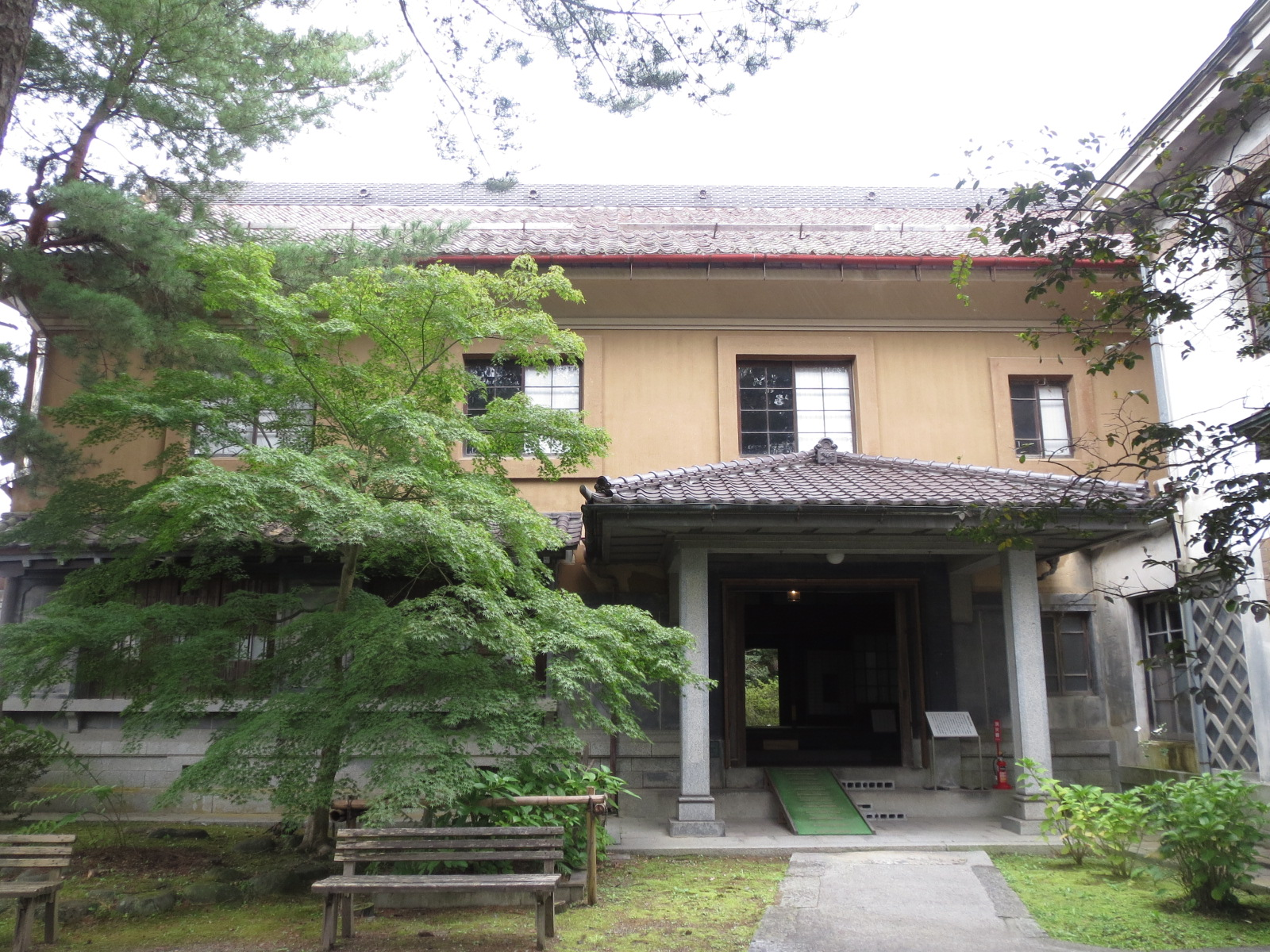
主屋
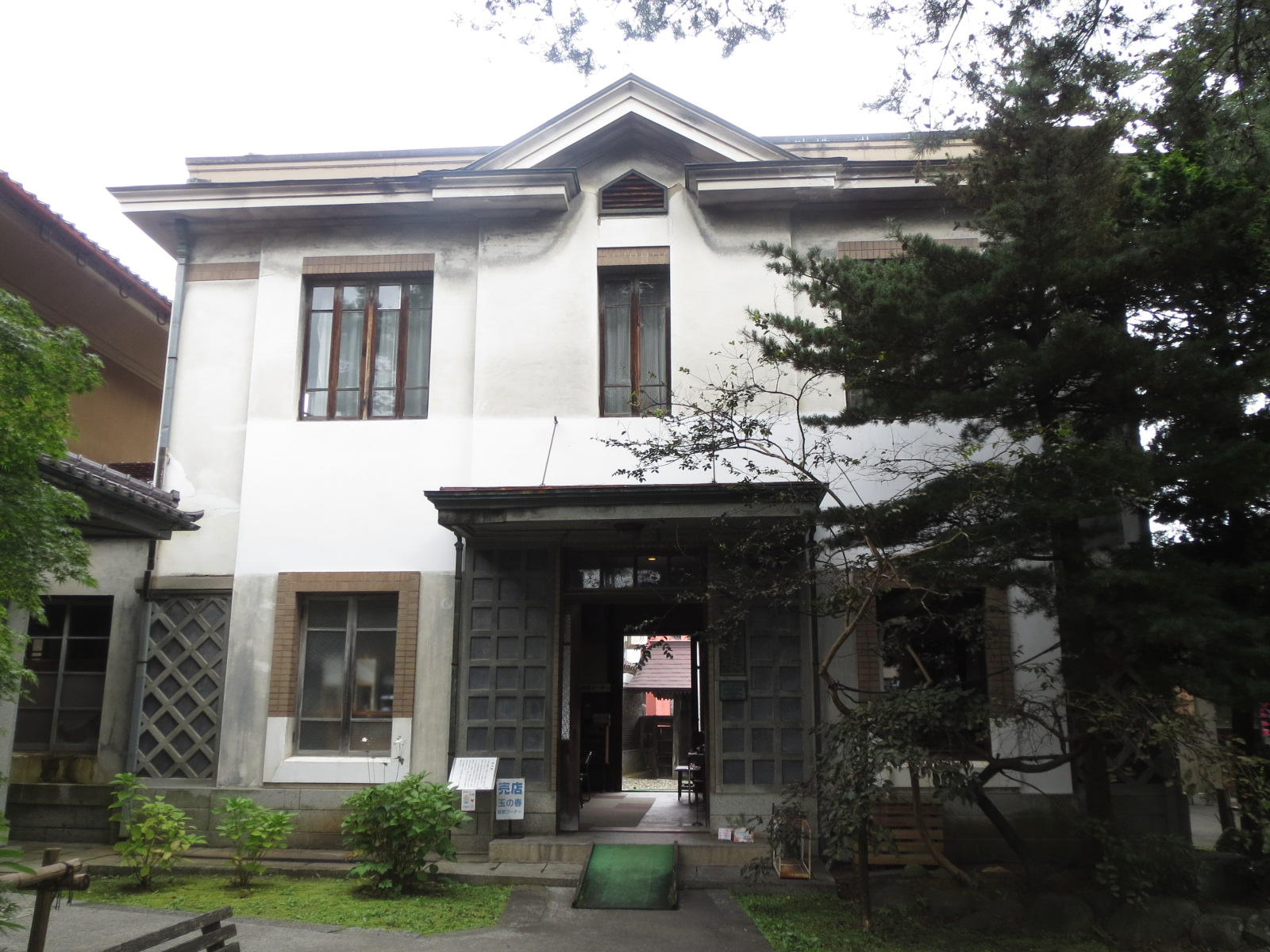
西洋館
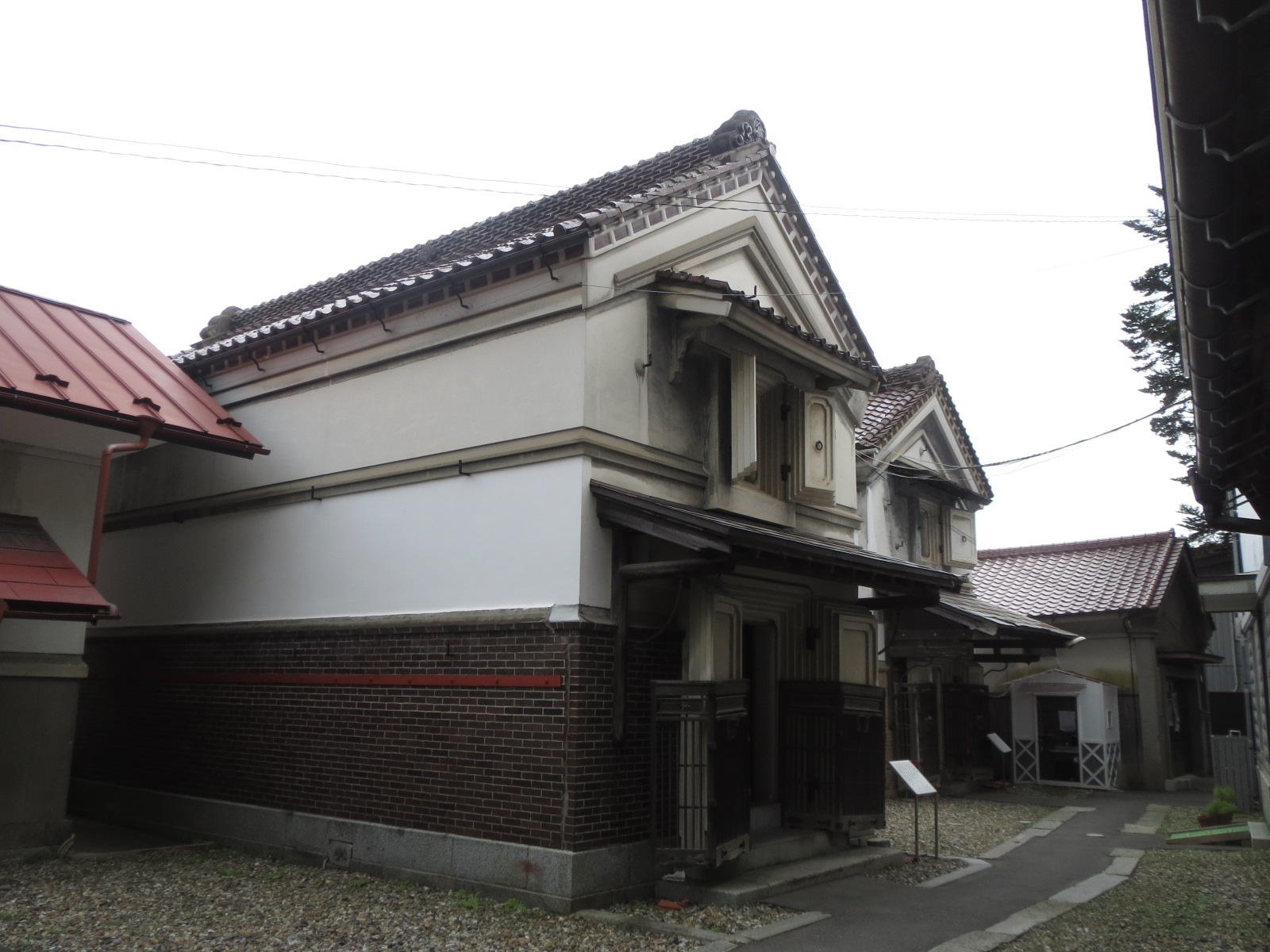
文庫蔵
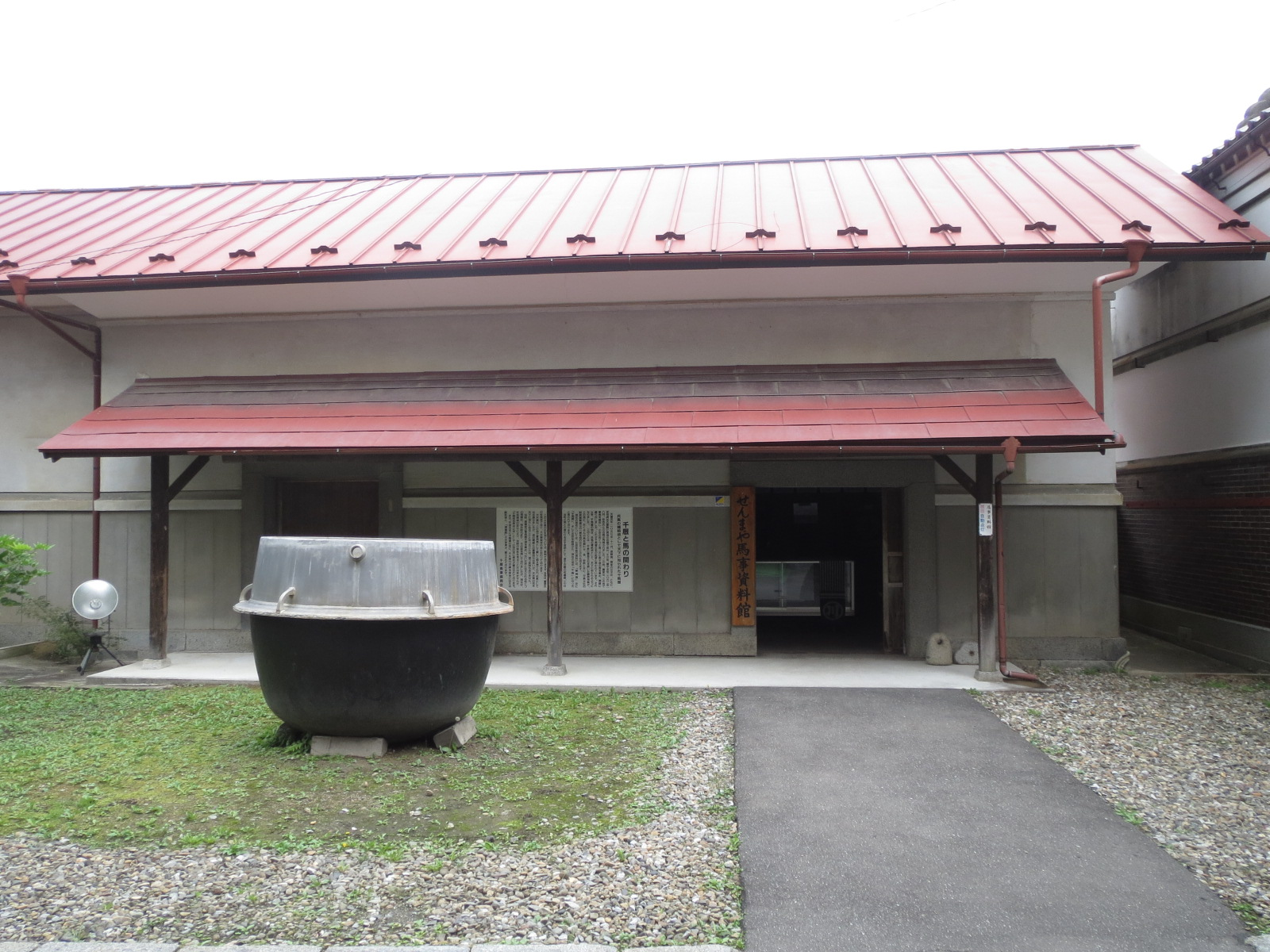
味噌蔵

## 利用情報
- 開館時間 - 午前10時から午後4時まで
- 休館日 - 毎週月曜日
- 入館料 - 無料

## 交通アクセス
- 大船渡線千厩駅より徒歩20分
- 岩手県交通バス千厩支所入口より徒歩5分

## 周辺施設
- せんまや街角資料館 - 国の登録有形文化財